# Toletum
Toletum era un asentamiento de la península ibérica dentro de la Tarraconense. En el siglo III aparece relacionada como ciudad romana en el Itinerario Antonino A-25 encabezado con el título de Alio itinere ab Emerita Cesaragustam 369 que significa Otro camino de Mérida a Zaragoza, 369 millas,  entre las plazas de Augustobriga y Titulcia. Se corresponde con la actual Toledo.

Mapa de los territorios tribales prerromanos de Castilla-La Mancha y Madrid.

## Historia
De la etapa republicana se desconoce casi todo salvo algunos restos arqueológicos. De ese periodo destaca la numismática, acuñándose ases de bronce con la leyenda Tole en el exergo. En general se daría un continuismo del modo de vida indígena, convirtiéndose en una ciudad estipendiara, es decir, que paga tributo o "stipendium" a Roma. Por otro lado, la máxima autoridad del territorio sería ya un Gobernador provincial, representante del Senado de Roma en la zona.
En época augusta se iniciaría un programa monumental que la equipararía a una verdadera urbs romana. El exterior de la ciudad daría una imagen de "ciudad-fachada", condicionada por la topografía del lugar. En el interior, se desconoce dónde se situarían el foro, las basílicas y templos, planteándose que estuvieran bajo el actual Alcázar o en la zona del Ayuntamiento. Sí se conocen la situación del circo y el teatro (en el parque de Carmelitas), el anfiteatro (Covachuelas), acueducto y Puente de Alcántara así como la necrópolis.
Inscripciones de finales del siglo I y principios del siglo II demuestran la municipalidad de Toledo, al mostrar la presencia de "decuriones", figuras existentes sólo en lugares con rango de municipio. Sobre cuándo sucedió el cambio de estamento se debaten dos posibles opciones: o bien en la época Augusta o bien en la época flavia, siendo más plausible la primera opción según los historiadores locales.
El primer asentamiento fijo que se conoce en la ciudad de Toledo es una serie de castros, sobre los que después se levantó la ciudad celtibérica amurallada, uno de los más importantes centros de los carpetanos. Uno de estos primeros asentamientos se sitúa en el Cerro del Bú (sobre un cerro de la orilla izquierda del río Tajo), del que se han obtenido numerosos restos en excavaciones realizadas, y que se pueden observar en el actual Museo-Hospital de Santa Cruz, en Toledo.
En el año 193 a. C. y tras una gran resistencia, Marco Fulvio Nobilior conquista la ciudad. Los romanos la reconstruyeron y la denominaron Toletum, en la provincia de Carpetania. La ciudad desarrolló una importante industria del hierro que la llevó a acuñar moneda. La zona donde se asentaba la ciudad sufrió un profundo proceso de romanización, como atestiguan los numerosos restos de villas romanas, especialmente en la ribera del Tajo.
Los romanos dejaron numerosos vestigios en la faz toledana, como un imponente acueducto, del que únicamente se conservan las bases a ambos lados del Tajo, una vía romana, parte de la cual se puede ver en las laderas de los cerros de la margen izquierda del río, y un circo, ubicado en un parque público y parcialmente desenterrado. Existen otros muchos vestigios que, pese a estar dados por desaparecidos en muchos casos, es muy probable que se encuentren en el subsuelo de la urbe, tales como el teatro (ubicado en el solar inmediato al circo y que actualmente ocupa un colegio), el anfiteatro (bajo el barrio de Covachuelas), una importante infraestructura hidráulica (como los vestigios que quedan al lado de la puerta donde se accede a la mezquita del Cristo de la Luz), numerosas calzadas, así como termas, aliviaderos, villas, etc.
Hay que destacar que la mayor parte de estas construcciones históricas fueran desmontadas, siendo los sillares aprovechados para la construcción de otros edificios y para la muralla que rodea la ciudad, si bien, posiblemente la mayor riqueza arqueológica de Toledo se encuentre enterrada bajo su subsuelo.